# Bella Vista (Bussum)
Bella Vista is een rijksmonument aan de Parklaan 20 in de gemeente Gooise Meren in Bussum en is een onderdeel van een dubbele villa ook gelegen aan de Willemslaan 7.

## Geschiedenis
In 1885 bouwt een makelaar/aannemer J.H. Werner uit Amsterdam een vrijstaand woonhuis ten behoeve van de commerciële verhuur in een zich nog ontwikkelend Goois villapark, het Spiegel. Vermoedelijk krijgt de villa een gelijksoortige opzet als de drie seriematig gebouwde villa’s in een eclectische/ neoclassicistische bouwstijl die eveneens in 1885 door hem worden gebouwd aan de Parklaan. Deze hebben een symmetrisch gevel- en plattegrondindeling met een middengang met vestibule en aan weerszijden kamers(-en-suite) en aan de zijgevel een veranda. De interieurafwerking zal vermoedelijk met classicistische stijlelementen worden uitgevoerd. Vermoedelijk om te kunnen concurreren met het groeiende aanbod aan verhuurbare villa’s in de omgeving, wordt de oorspronkelijke villa uit 1885 in 1909 aanzienlijk vergroot en naar de mode van de tijd verbouwd. Het symmetrisch classicistisch eclecticisme met wit stucwerk en plakornamenten uit de primaire bouwfase moet wijken voor een asymmetrisch gevelontwerp in Overgangsarchitectuur-stijl met torentjes, erkers en Art Nouveau stijlelementen. In 1910 wordt de villa nogmaals vergroot en gesplitst in twee kadastraal aan elkaar gelegen verschillende woningen.

## Trivia
- De oorspronkelijk naam van de Villa in het begin was De Viersprong aangezien het aan een kruispunt ligt aan de Parklaan en de Willemslaan.
- In 2005 werd de Zilveren Spiegel van de Vrienden van Het Spiegel toegekend aan de toenmalige eigenaren, als waardering voor de restauratie van de villa's.